# Bradina geminalis
Bradina geminalis là một loài bướm đêm trong họ Crambidae.